# Ziferblat
Ziferblat (ukrajinsky Циферблат) je ukrajinská hudební skupina, jejímiž členy jsou zpěvák Daniil Leščinskij, kytarista Valentyn Leščinskij a bubeník Fedir Chodakov. Skupina reprezentovala Ukrajinu na Eurovision Song Contest 2025 s písní „Bird of Pray“.

## Kariéra
Skupina byla založena v roce 2015. Dva její členové, Daniil (psáno také jako Daniel) a Valentyn, jsou dvojvaječná dvojčata. Jejich první vydané EP s názvem Kinoseans vyšlo v prosinci 2017. V roce 2019 skupina vydala singl „Vnoči“, se kterým se zúčastnila ukrajinské verze soutěže X Factor.
V roce 2022 představilia skupina videoklip k písni „Zemlja“. V říjnu téhož roku bylo oznámeno, že se skupina dostala do dlouhého seznamu účastníků soutěže Vidbir, která slouží jako ukrajinské národní kolo pro Eurovision Song Contest. Ziferblat se ale tehdy nedostal do užšího výběru. V listopadu vydali singl „Dlja čoho ty pryjšla“, druhý z chystaného alba Peretvorennja. V únoru 2023 následoval třetí a zároveň poslední singl z alba s názvem „Dysko-Fanko Terapija“. Samotné album vyšlo 7. dubna 2023 a bylo pokřtěno na sólovém koncertě 22. dubna. Album obsahuje 13 skladeb, většinou napsaných v letech 2019 až 2020, sama skupina jej popsala jako album reflektující jejich vývoj a formování od dětství do dospělosti. V září téhož roku Ziferblat získali ocenění Muzvar Awards v kategorii „Nejlepší začínající umělci v alternativní hudbě“.
V roce 2024 se skupina opět dostala do finále soutěže Vidbir, ukrajinského národního kola pro Eurovision Song Contest 2014, se svou písní „Place I Call Home“. Ziferblat na tomto ročníku obsadili celkové 2. místo, když získali 11 bodů od poroty a 8 bodů od diváků. Během března uspořádala kapela dva koncerty v kyjevském klubu Atlas, na které navazovalo turné po Ukrajině, během kterého odehráli 11 koncertů. V prosinci téhož roku vydala skupina singl „Doteper i nazavždy“, na kterém spolupracovala s Temberem Blanchem.
8. února 2025 zvítězila skupina s písní „Bird of Pray“ v národním kole soutěže Vidbir 2025 a získala tak právo na reprezentaci Ukrajiny na Eurovision Song Contest 2025 konané v Basileji. Na soutěži vystoupila nejprve v 1. semifinále, konaném 13. května a následně se kvalifikovala do velkého finále 17. května 2025, ve kterém skončila na 9. místě s 218 body (stejný počet bodů měla také Albánie).

## Umělecký styl

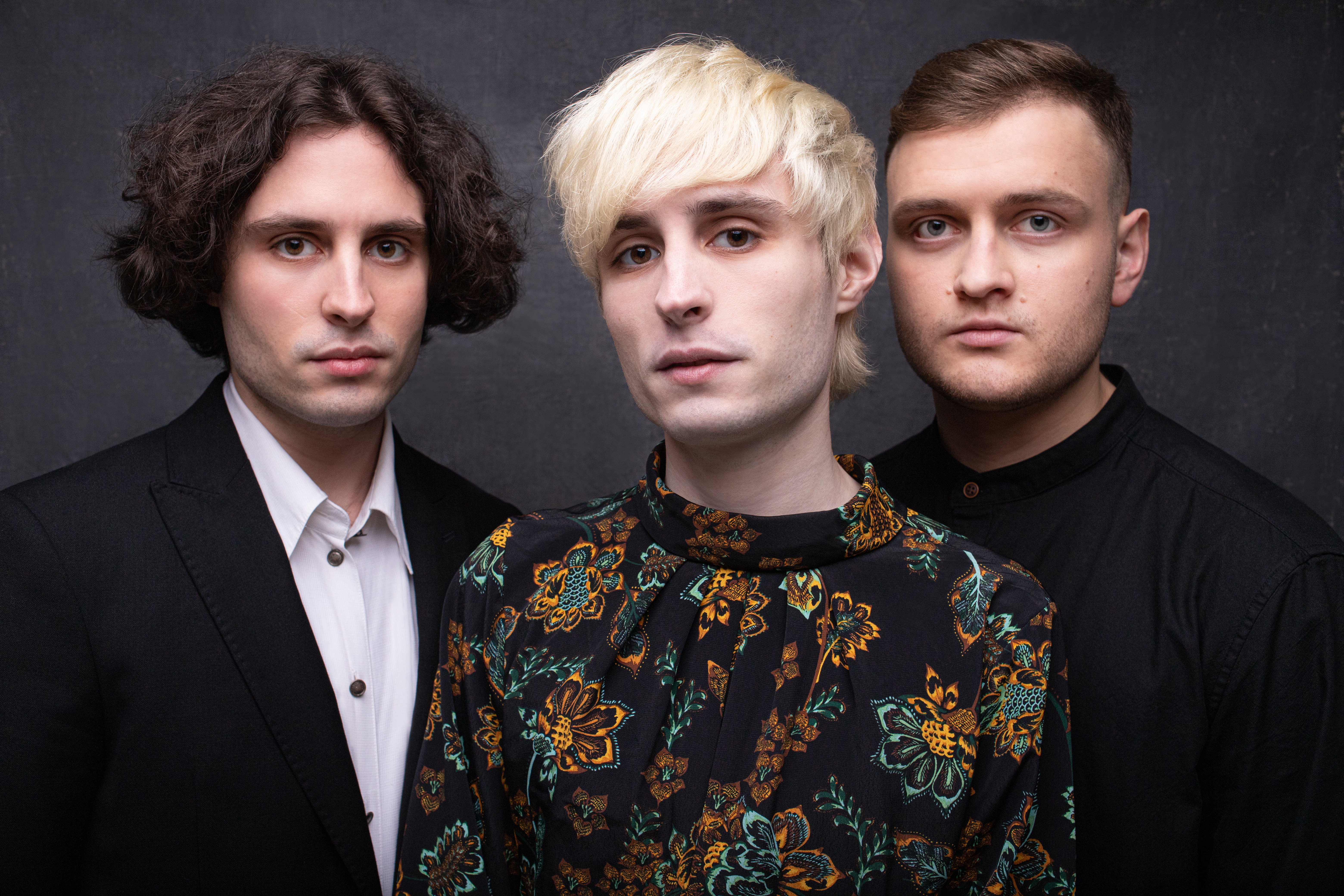
Skupina v roce 2023

Ačkoliv fanoušci a novináři řadí skupinu do celé škály žánrů od progresivního rocku až po pop, sami členové se s žádným konkrétním žánrem neztotožňují a nechtějí se omezovat pouze na jeden hudební směr. Velkou pozornost skupina věnuje vizuální stránce své tvorby, a proto pečlivě pracuje na klipech, stylizaci i obalech alb.
Ve svých písních Ziferblat často odkazuje na světovou literaturu a propojování osobních příběhů s těmi knižními. Například v písni „Tvoje imja“ byla kapela inspirována postavou krásné Remedios z románu Sto roků samoty od Gabriela Garcíi Márqueze. Přesto při komentování svého debutového alba členové uvedli: „Nechceme, aby nás lidé vnímali jako nějaké velké konceptualisty, intelektuály, kteří se snaží proniknout do podvědomí a sdělit něco velmi důležitého. Ne. Chceme, aby lidé ty písně poslouchali jednotlivě. Je to popová hudba. Nejsme žádní zaslepení cynici nebo něco podobného. Chceme být srozumitelní pro lidi, kteří si prostě rádi poslechnou písničky.“
Skupina má i specifické označení pro své fanoušky; jejich posluchači si říkají „zefirky“. Tento název vznikl společnou dohodou mezi fanoušky a členy kapely a je odvozen ze samotného názvu „Ziferblat“.

## Členové
- Daniil Leščinskij (* 15. listopadu 1996) – zpěvák
- Valentin Leščinskij (* 15. listopadu 1996) – kytarista
- Fedir Chodakov (* 28. února 1998) – bubeník

## Diskografie

### Alba
- 2023 – Peretvorennja (Přeměny)

### EP
- 2017 – Kinoseans (Kinosezóna)
- 2025 – Of Us

### Singly
- 2019 – „Vnoči“ (V noci)
- 2022 – „Zemlja“ (Země)
- 2022 – „Dlja čoho ty pryjšla?“ (Proč jsi přišla?)
- 2023 – „Dysko-Fanko Terapija“ (Disco-Funk terapie)
- 2023 – „Place I Call Home“
- 2024 – „Litaky“ (Letadla)
- 2024 – „Druh“ (Přítel)
- 2024 – „Doteper i nazavždy“ feat. Tember Blanche (Teď a navždy)
- 2025 – „Bird of Pray“ (16. místo v žebříčku UKR Air.)